# Le Plessis-Luzarches
Pour les articles homonymes, voir Le Plessis.
Le Plessis-Luzarches est une commune française située dans le département du Val-d'Oise en région Île-de-France.
Ses habitants sont appelés les Plessis-Luzarchois(es).

## Géographie

### Description
Le Plessis-Luzarches est un village rural situé au nord du Val-d'Oise, pratiquement à la limite avec le département de l'Oise, dans la vallée de l'Ysieux et près du tracé initial de l'ancienne  RN 322 (actuelle RD 922), à mi-chemin entre Fosses et Luzarches.
Le village fait partie du parc naturel régional Oise-Pays de France.
Le Plessis-Luzarches est située à une distance orthodromique de 28 km au nord-nord-est de Paris. La distance routière de la capitale est de 34 km par la RD 316, respectivement de 42,5 km par Fosses, la RD 317, la RD 16 et l'autoroute A1 via le connecteur n° 7 à Saint-Witz.

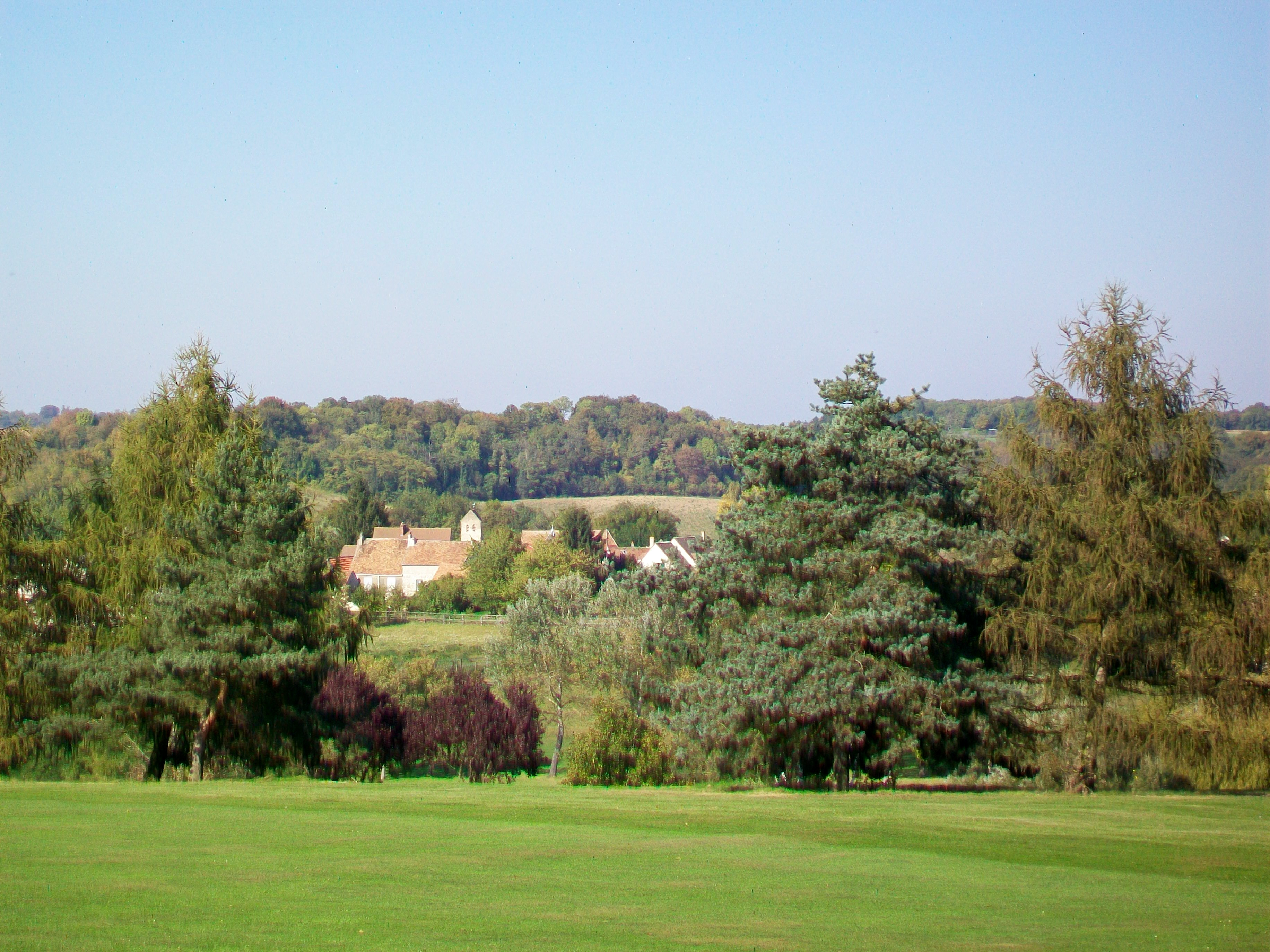
Vue sur le village depuis le sud.

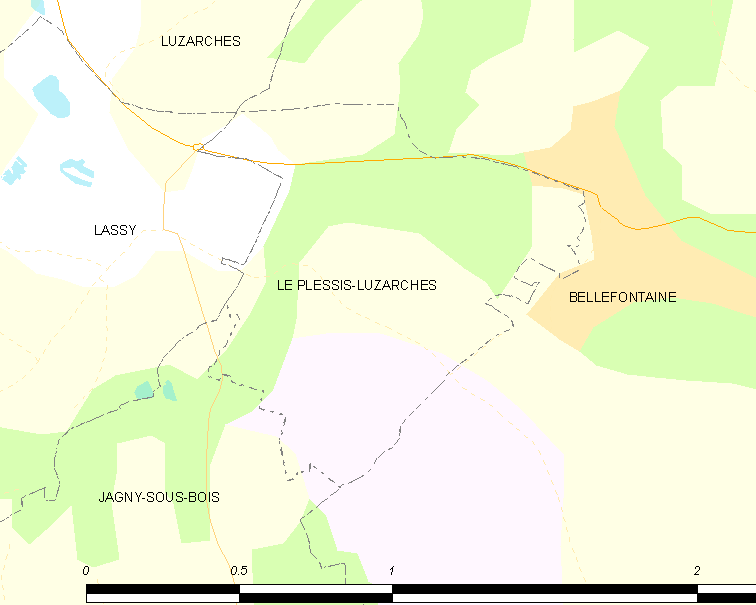
Carte de la commune.
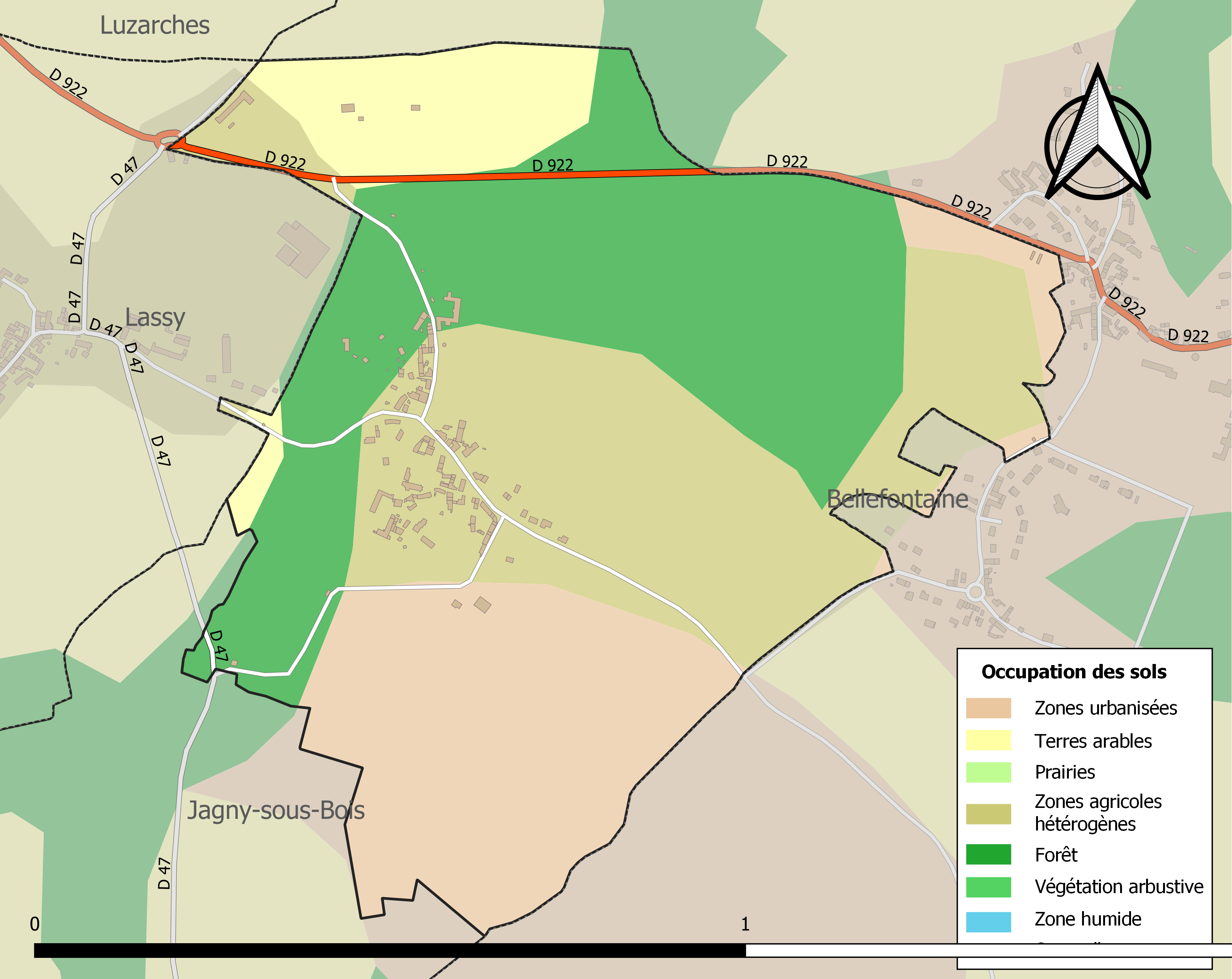
Occupation des sols.

### Communes limitrophes
Les communes limitrophes sont Bellefontaine, Lassy et Jagny-sous-Bois.
Le Plessis-Luzarches compte trois communes limitrophes. Le territoire communal arrive presque jusqu'au carrefour au centre de Bellefontaine, la limite entre les deux villages étant représentée ici par la RD 922. Au nord de l'école Alain-Fournier, en dehors du village, quatre communes se rencontrent en un point : Luzarches, Bellefontaine, Le Plessis-Luzarches et Lassy, mais Luzarches et Le Plessis-Luzarches ne sont pas limitrophes dans le sens strict du terme. Avec une superficie de seulement 90 ha, Le Plessis-Luzarches est la quatrième commune la plus petite du département.
|       |                   |               |
| Lassy | Plessis-Luzarches | Bellefontaine |
|       | Jagny-sous-Bois   |               |

### Hydrographie
Le paysage est marqué par la vallée de l'Ysieux, orientée est-ouest, où coule le petit ruisseau qui prend sa source à Fosses, et qui est alimenté au fur et à mesure par une multitude de petites sources et de courts ruisseaux, insuffisants toutefois pour lui donner de l'envergure.
L'Ysieux est un  affluent de la Thève et donc un  sous-affluent de l'Oise puis du fleuve la Seine.
Le passage des divers bras de l'Ysieux au Plessis-Luzarches au nord du territoire communal  s'accompagne donc de prés humides, marécages et anciennes cressonnières, abandonnées depuis le début des années 1970.
À l'ouest du village, se trouve le marais du Plessis-Luzarches, que l'on peut traverser sur un sentier aménagé avec des rondins de bois.

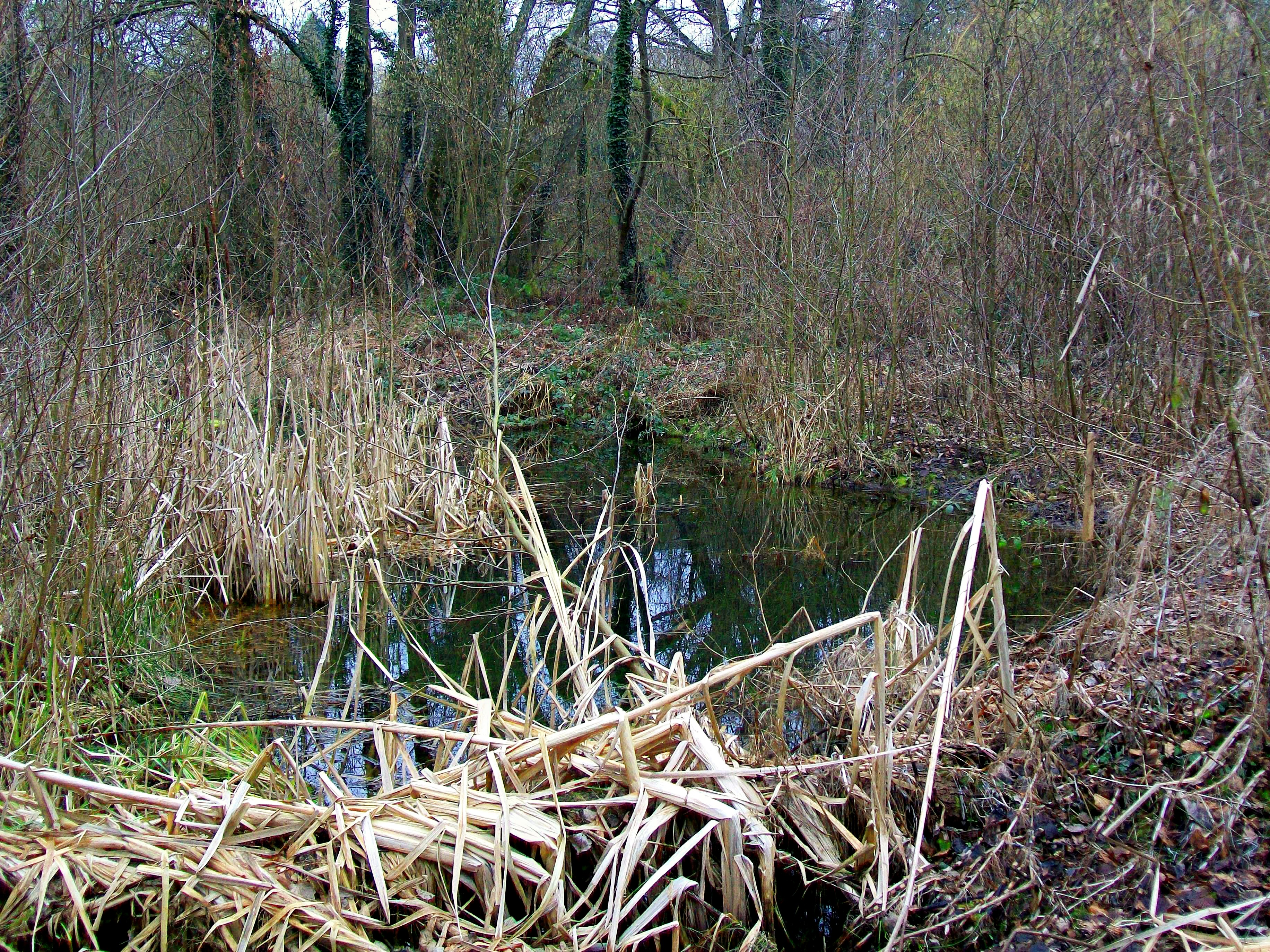
Le marais du Plessis.
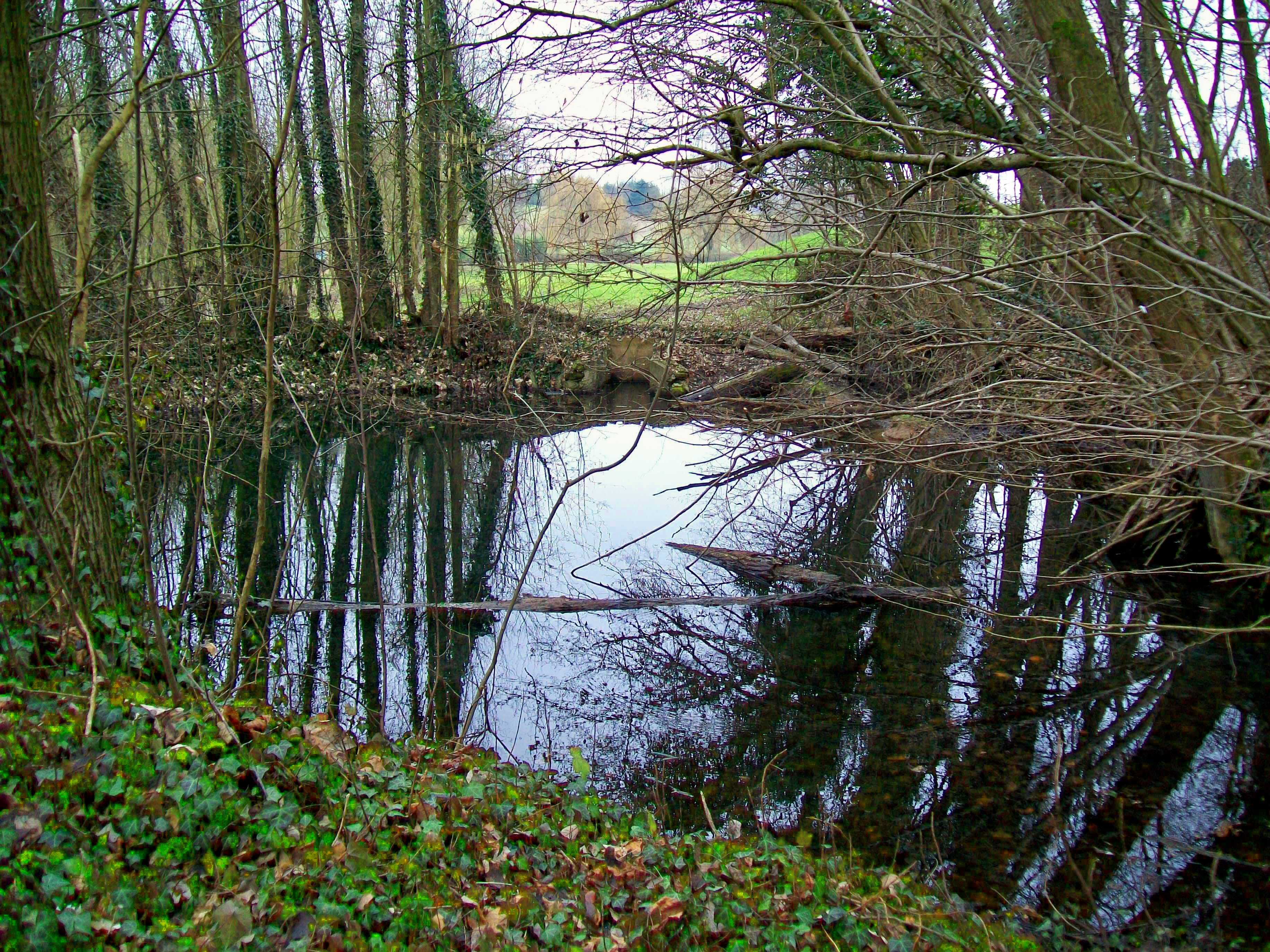
Source, au sud-ouest du village.

### Géologie et relief
Le point le plus bas de la commune se situe à l'endroit où l'Ysieux quitte le territoire communal, à 56 m au-dessus du niveau de la mer. Le terrain monte vers le nord, en direction de la forêt de Chantilly, mais plus encore vers le sud, vers la Plaine de France, qui cumule à 101 m sur le territoire du Plessis. Des vallons secondaires animent le relief, et des petits bois sont parsemés dans le paysage particulièrement bien préservé ici. Sur les hauteurs, la vue s'étend sur l'ensemble des communes environnantes. Le golf du Plessis-Bellefontaine occupe un site entre le bois de Jagny et les deux villages, rappelant un vaste jardin à l'anglaise. De nombreux chemins ruraux se prêtent à la randonnée pédestre, si bien au nord qu'au sud de la vallée de l'Ysieux. Le Plessis-Luzarches est membre à part entière du parc naturel régional Oise-Pays de France créé par décret du 13 janvier 2004.

### Climat
Pour des articles plus généraux, voir Climat de l'Île-de-France et Climat du Val-d'Oise.
En 2010, le climat de la commune est de type climat océanique dégradé des plaines du Centre et du Nord, selon une étude du CNRS s'appuyant sur une série de données couvrant la période 1971-2000. En 2020, Météo-France publie une typologie des climats de la France métropolitaine dans laquelle la commune est dans une zone de transition entre le climat océanique et le climat océanique altéré et est dans la région climatique  Sud-ouest du bassin Parisien, caractérisée par une faible pluviométrie, notamment au printemps (120 à 150 mm) et un hiver froid (3,5 °C). 
Pour la période 1971-2000, la température annuelle moyenne est de 11 °C, avec une amplitude thermique annuelle de 14,8 °C. Le cumul annuel moyen de précipitations est de 699 mm, avec 9,2 jours de précipitations en janvier et 8,2 jours en juillet. Pour la période 1991-2020, la température moyenne annuelle observée sur la station météorologique la plus proche, située sur la commune de Saint-Witz à 8 km à vol d'oiseau, est de 11,9 °C et le cumul annuel moyen de précipitations est de 676,8 mm,. Pour l'avenir, les paramètres climatiques de la commune estimés pour 2050 selon différents scénarios d'émission de gaz à effet de serre sont consultables sur un site dédié publié par Météo-France en novembre 2022.

## Urbanisme

### Typologie
Au 1er janvier 2024, Le Plessis-Luzarches est catégorisée bourg rural, selon la nouvelle grille communale de densité à sept niveaux définie par l'Insee en 2022.
Elle est située hors unité urbaine. Par ailleurs la commune fait partie de l'aire d'attraction de Paris, dont elle est une commune de la couronne,. Cette aire regroupe 1 929 communes,.

### Voies de communication et transports
L'aéroport Roissy-Charles-de-Gaulle est à 19 km par ce même itinéraire. La RD 47, perpendiculaire à la RD 922, passe au sud du village et le relie à la Francilienne au niveau de Fontenay-en-Parisis.
Les gares les plus proches sont celles de Luzarches, sur la ligne H du Transilien, et de Survilliers-Fosses, sur le RER D. Le temps de trajet pour la gare de Paris-Nord est de 48 min pour la première et de 35 min pour la seconde. Le Plessis-Luzarches est desservi par la ligne 95-10 du réseau de bus Haut Val-d'Oise, qui, le matin et le soir, établit la correspondance avec le RER D à Goussainville, à raison de deux aller-retours du lundi au vendredi.

## Toponymie

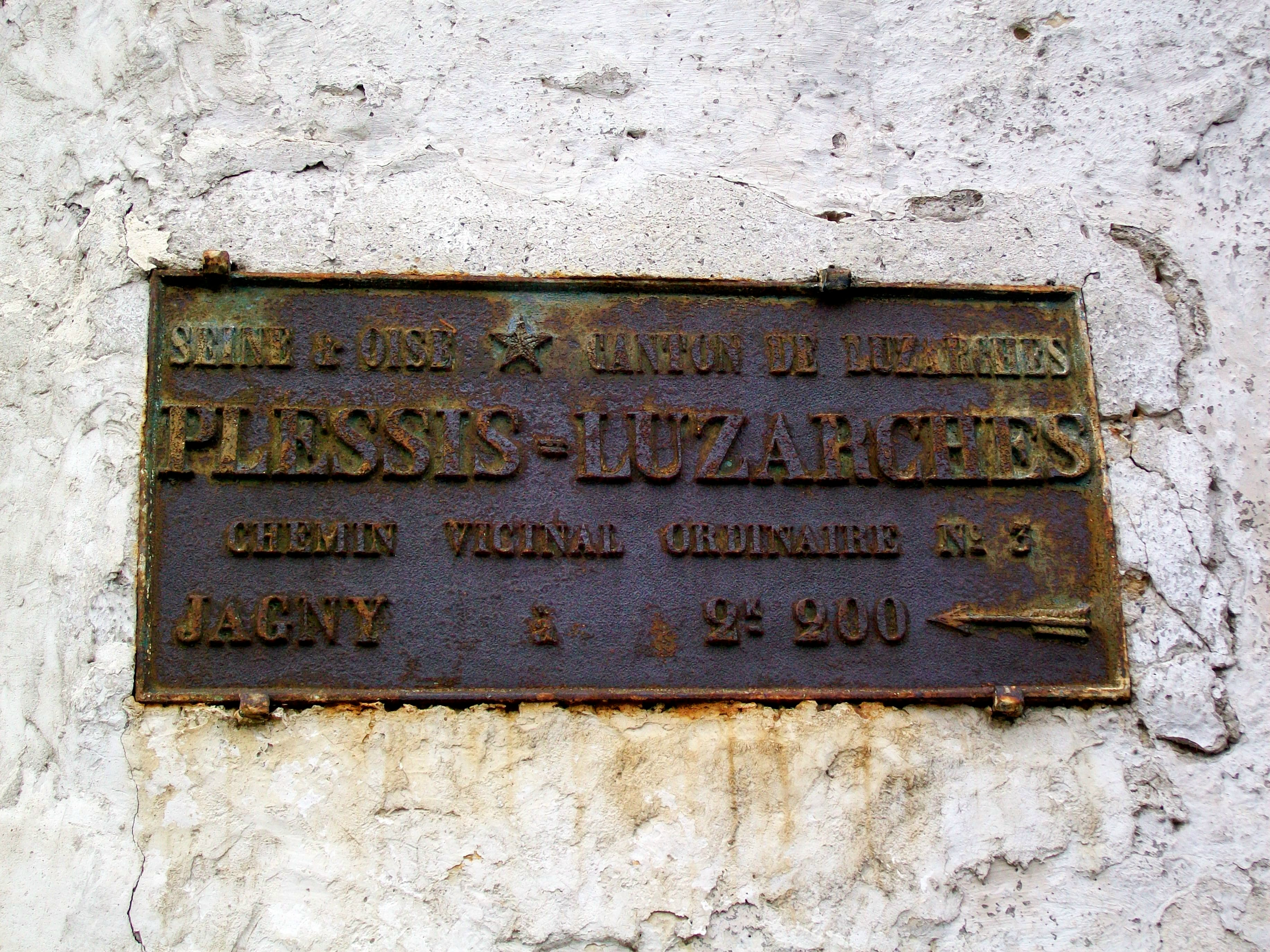
Plaque de cocher de la commune.

de Plesseyo au XIIIe siècle, de Plesseyaco vers 1525.
Du latin plectere ou plectare, tresser, entrelacer les branches. Un plessis ou une plesse est une sorte de haie aux branches entrelacées, servant de clôture à une propriété ou un territoire plus vaste. Il est formé de bois mort et/ou de bois vif épineux tressé pour le rendre infranchissable aux hommes et aux bêtes. C'est aussi un système léger de fortification qui retarde l'assaillant.

## Histoire

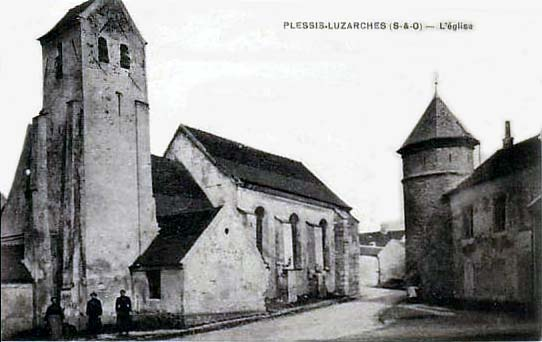
L'église Sainte-Marie au tout début du XXe siècle.

Le Plessis-Luzarches est sans-doute issu d'un démembrement de Luzarches. Le village est mentionné au XIIe siècle dans un acte de donation de dîmes par Payen de Presles. Le fief faisait partie du doyenné de Montmorency.
La terre resta sans seigneur jusqu'en 1327, date à laquelle elle devint propriété de Pierre de Berchère, dont la famille était aussi seigneur de Chaumontel. Vers 1400, la propriété est  en partie vendue aux célestins de Paris qui la conservent jusqu'à la Révolution française, et en partie, en 1412, à Pierre de Villers ; cette dernière partie devient la possession en 1597, d'Edouard Molé, conseiller au Parlement de Paris, qui transmet cette seigneurie à ses descendants, seigneurs de Champlâtreux. Les biens des célestins sont vendus comme biens nationaux à la Révolution.
Une légende, selon laquelle le seigneur du lieu aurait joué une partie de son domaine contre celui de Bellefontaine et aurait perdu la partie, expliquerait l'exiguïté de la commune.

## Politique et administration

### Rattachements administratifs et électoraux
Antérieurement à la loi du 10 juillet 1964, la commune faisait partie du département de Seine-et-Oise. La réorganisation de la région parisienne en 1964 fit que la commune appartient désormais au département du  Val-d'Oise et à son arrondissement de Sarcelles, après un transfert administratif effectif au 1er janvier 1968. Pour l'élection des députés, elle fait partie depuis 1986 de la neuvième circonscription du Val-d'Oise.
Elle faisait partie depuis 1793 du canton de Luzarches. Dans le cadre du redécoupage cantonal de 2014 en France, la commune est désormais rattachée au canton de Fosses.
.
Le Plessis-Luzarches fait partie de la juridiction d’instance de Gonesse (depuis la suppression du tribunal d'instance d'Écouen en février 2008), et de grande instance ainsi que de commerce de Pontoise,.

### Intercommunalité
La commune était membre de la communauté de communes du pays de France, créée fin 1993.
Celle-ci fusionne le 1er janvier 2017 au sein de la communauté de communes Carnelle - Pays de France, dont est désormais membre la commune.

### Liste des maires
| Période                                  | Période  | Identité       | Étiquette | Qualité                                            |
| ---------------------------------------- | -------- | -------------- | --------- | -------------------------------------------------- |
| Les données manquantes sont à compléter. |          |                |           |                                                    |
| 1949                                     | 1989     | Robert Devic   |           | Ex-président de plusieurs syndicats intercommunaux |
|                                          |          |                |           |                                                    |
| mars 2001                                | 2008     | Ginette Tétard |           |                                                    |
| mars 2008                                | mai 2020 | Alain Melin    |           |                                                    |
| mai 2020                                 | En cours | Patrick Fauvin |           |                                                    |

## Population et société

### Démographie
L'évolution du nombre d'habitants est connue à travers les recensements de la population effectués dans la commune depuis 1793. Pour les communes de moins de 10 000 habitants, une enquête de recensement portant sur toute la population est réalisée tous les cinq ans, les populations de référence des années intermédiaires étant quant à elles estimées par interpolation ou extrapolation. Pour la commune, le premier recensement exhaustif entrant dans le cadre du nouveau dispositif a été réalisé en 2008.

En 2022, la commune comptait 140 habitants, en évolution de −0,71 % par rapport à 2016 (Val-d'Oise : +4 %, France hors Mayotte : +2,11 %).
| 1793 | 1800 | 1806 | 1821 | 1831 | 1836 | 1841 | 1846 | 1851 |
| ---- | ---- | ---- | ---- | ---- | ---- | ---- | ---- | ---- |
| 180  | 189  | 161  | 163  | 173  | 171  | 205  | 164  | 182  |

| 1856 | 1861 | 1866 | 1872 | 1876 | 1881 | 1886 | 1891 | 1896 |
| ---- | ---- | ---- | ---- | ---- | ---- | ---- | ---- | ---- |
| 167  | 156  | 181  | 153  | 149  | 152  | 157  | 130  | 127  |

| 1901 | 1906 | 1911 | 1921 | 1926 | 1931 | 1936 | 1946 | 1954 |
| ---- | ---- | ---- | ---- | ---- | ---- | ---- | ---- | ---- |
| 145  | 136  | 135  | 160  | 150  | 149  | 139  | 144  | 136  |

| 1962 | 1968 | 1975 | 1982 | 1990 | 1999 | 2006 | 2008 | 2013 |
| ---- | ---- | ---- | ---- | ---- | ---- | ---- | ---- | ---- |
| 145  | 149  | 140  | 147  | 137  | 140  | 133  | 131  | 144  |

| 2018 | 2022 | - | - | - | - | - | - | - |
| ---- | ---- | - | - | - | - | - | - | - |
| 130  | 140  | - | - | - | - | - | - | - |

### Enseignement
L'école Alain-Fournier au Plessis-Luzarches, datant de 1956, est administrée par un syndicat de communes regroupant Plessis-Luzarches, Lassy, Bellefontaine, Jagny-sous-Bois et qui scolarise les enfants de ces villages. Ce syndicat a voté fin 2016 la révovation-extension de ce regroupement pédagogique concentré (RPC), auquel une cinquième classe sera adjointe. Toutefois, le coût de ce projet amène à le revoir en 2017.

## Culture locale et patrimoine

### Lieux et monuments
On peut signaler :
- La mairie, rue de la Mairie : Ce bâtiment est devenu propriété de la commune par un legs de 1846 et a été doté d'une horloge et d'un tocsin, le rendant clairement identifiable comme bâtiment officiel. La salle de classe a été construit en 1880[31],[32] à l'arrière ; c'est cette date qui figure en dessous de l'horloge. Depuis la mise en service en 1956 du groupe scolaire Alain-Fournier près de la croix de Lassy sur la RD 922 (mais sur le territoire communal du Plessis), la salle d'école est devenue salle de réunions et salle de fêtes.
- L'église Sainte-Marie est le résultat de remaniements successifs, dont le dernier eut lieu au XVIIe siècle. La plupart des éléments architecturaux datent de cette époque. Toutefois, en l'absence de décors et d'ornements sur les façades, aucun style particulier ne caractérise le bâtiment. 
Le clocher au toit en bâtière est garni de deux contreforts par côté, qui lui confèrent un aspect défensif. La nef se compose de trois travées et se termine par un chœur à pans coupés. Il est voûté à l'intérieur[31]. Entre le clocher et la nef, s'entrepose un narthex, et la sacristie y est accolée au sud.

L'église Sainte-Marie
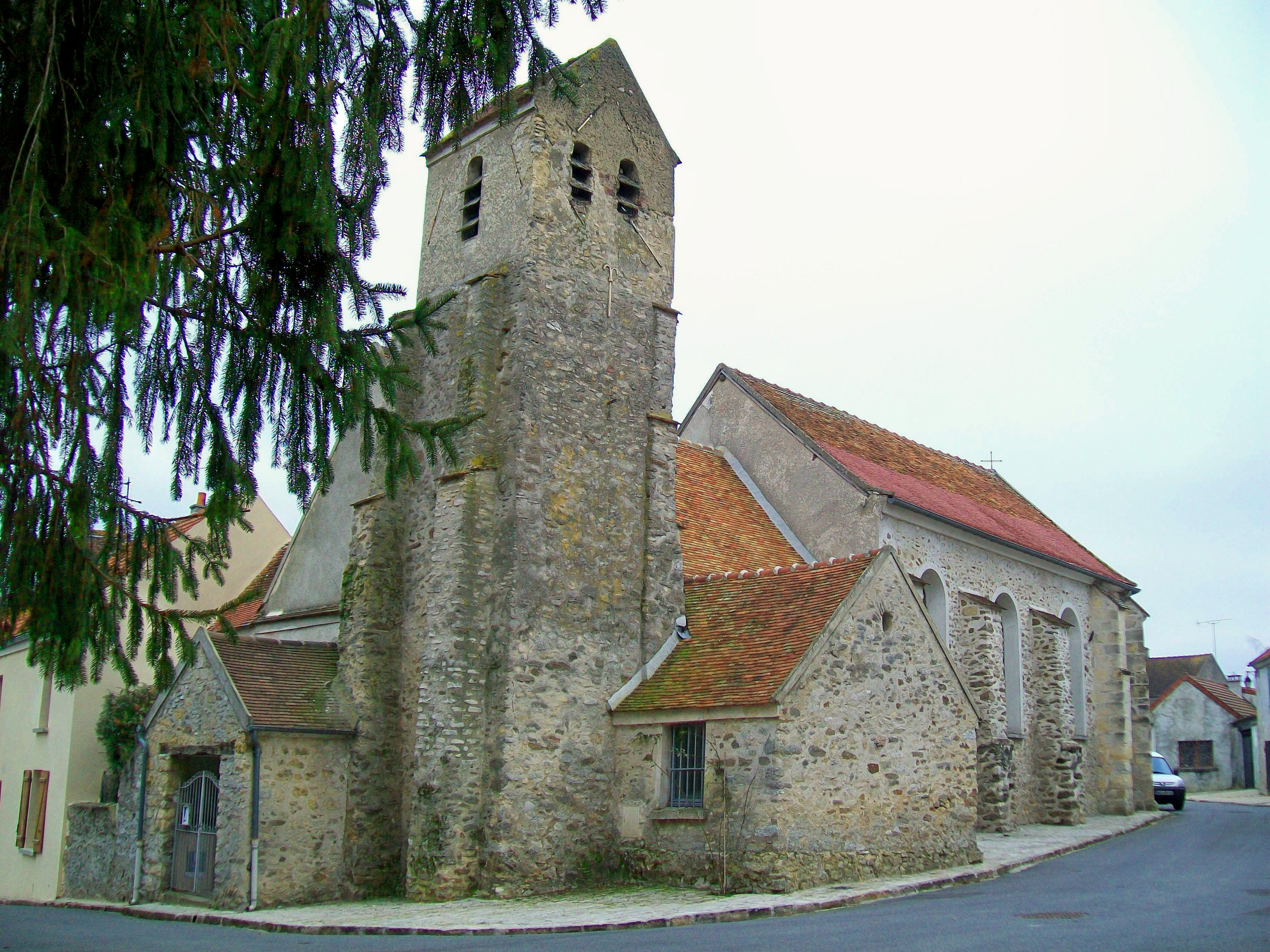
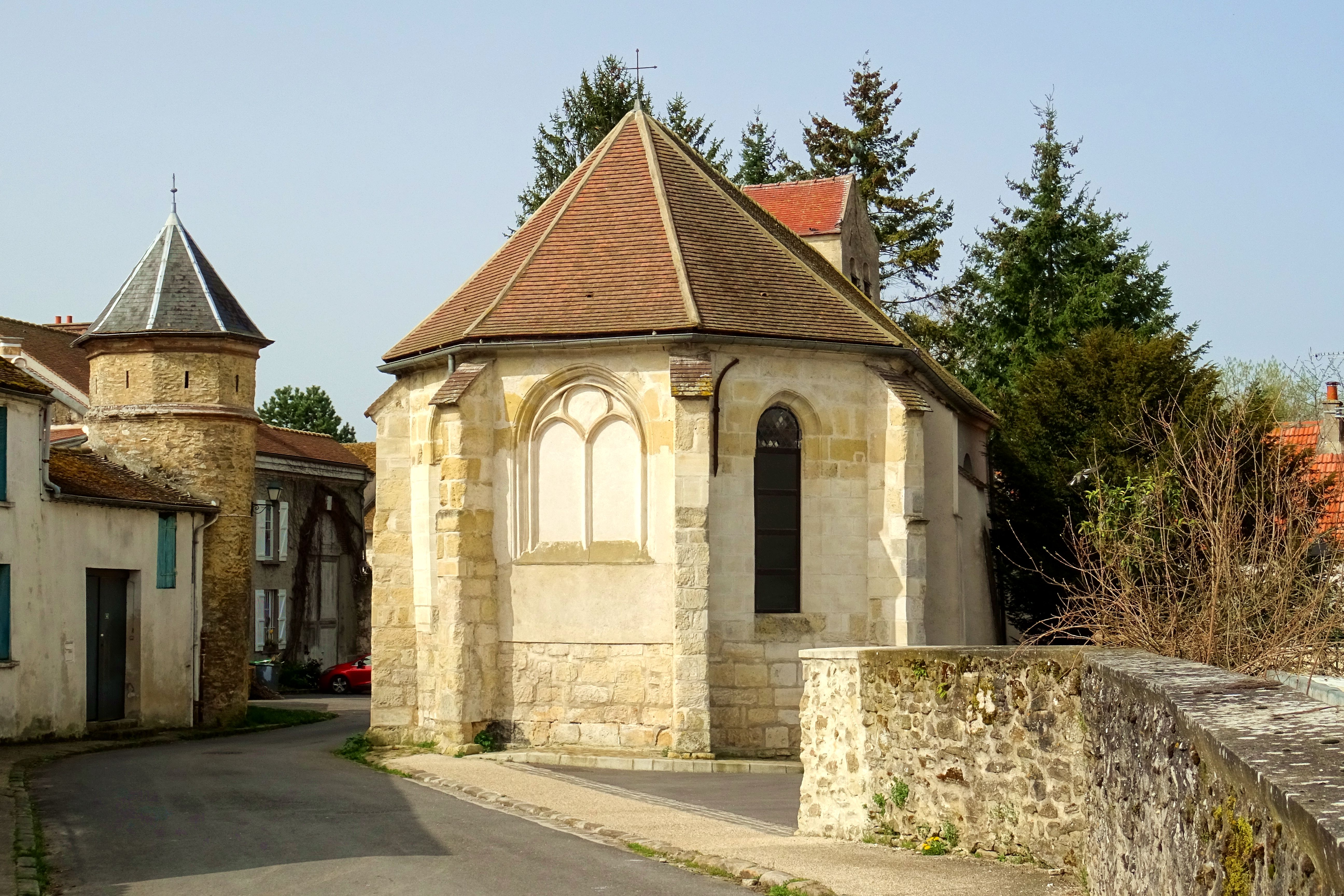
Le chevet de l'église.
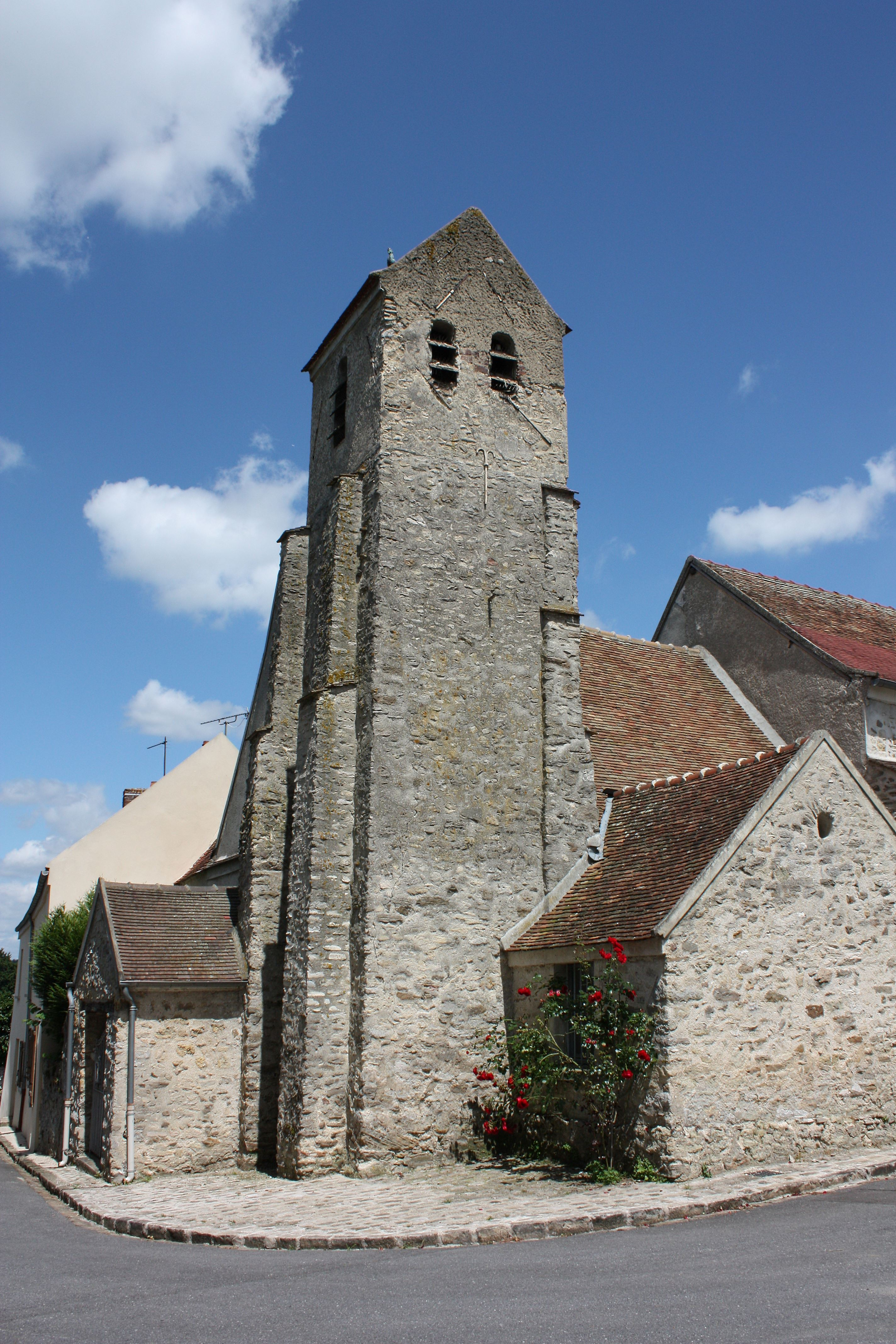

- La tour de la rue de l'Église : Accolée à l'angle d'une maison au sud de l'église, cette tour est ronde jusqu'au-dessus du premier étage, puis se termine par un demi-étage octogonal et un toit à huit versants. Il est possible que la tour ait fait partie d'une muraille d'enceinte autour du promontoire sur lequel est bâti l'église, mais l'origine du bâtiment reste incertaine[31].
- Le calvaire, au carrefour de la rue de l'Église et de la rue de la mairie : Selon les rédacteurs de l'Inventaire général du patrimoine culturel du département, il ressemblerait à une borne milliaire romaine en pierre dans laquelle serait plantée une croix de fer forgé. De telles bornes, ressemblant à des courtes mais épaisses colonnes, ont en effet été érigées par les Romains dans toute la Gaule[31]. En regardant de près, on peut constater qu'il s'agit de trois tambours de colonne, placés sur un socle moderne et surmontés d'un gros chapiteau gothique sculpté de crochets. Celui-ci pourrait provenir de l'église détruite de l'abbaye d'Hérivaux toute proche.
- Le lavoir ou fontaine au Coq, ruelle de l'abreuvoir, au nord du village : Un abreuvoir se situait autrefois en cet endroit particulièrement humide. Simple bâtiment du début du XXe siècle, couvert d'une charpente avec un toit en tuile mécanique, reposant sur des piliers de bois eux-mêmes appuyés sur des dés en pierre[31]. Le bâtiment est ouvert sur le sud, et fermé par des parois en lattes des autres côtés. La fontaine proprement dite se situe sous la pente faisant face au lavoir au sud, dans un local semi-enterré. L'on aperçoit un édicule en pierres brutes couvert de dalles de béton, dont l'entrée est protégée par une grille. Un regard à l'intérieur permet de voir un escalier qui descend dans le local abritant la petite margelle voûtée de la source.

Un sentier de randonnée PR traverse le village.

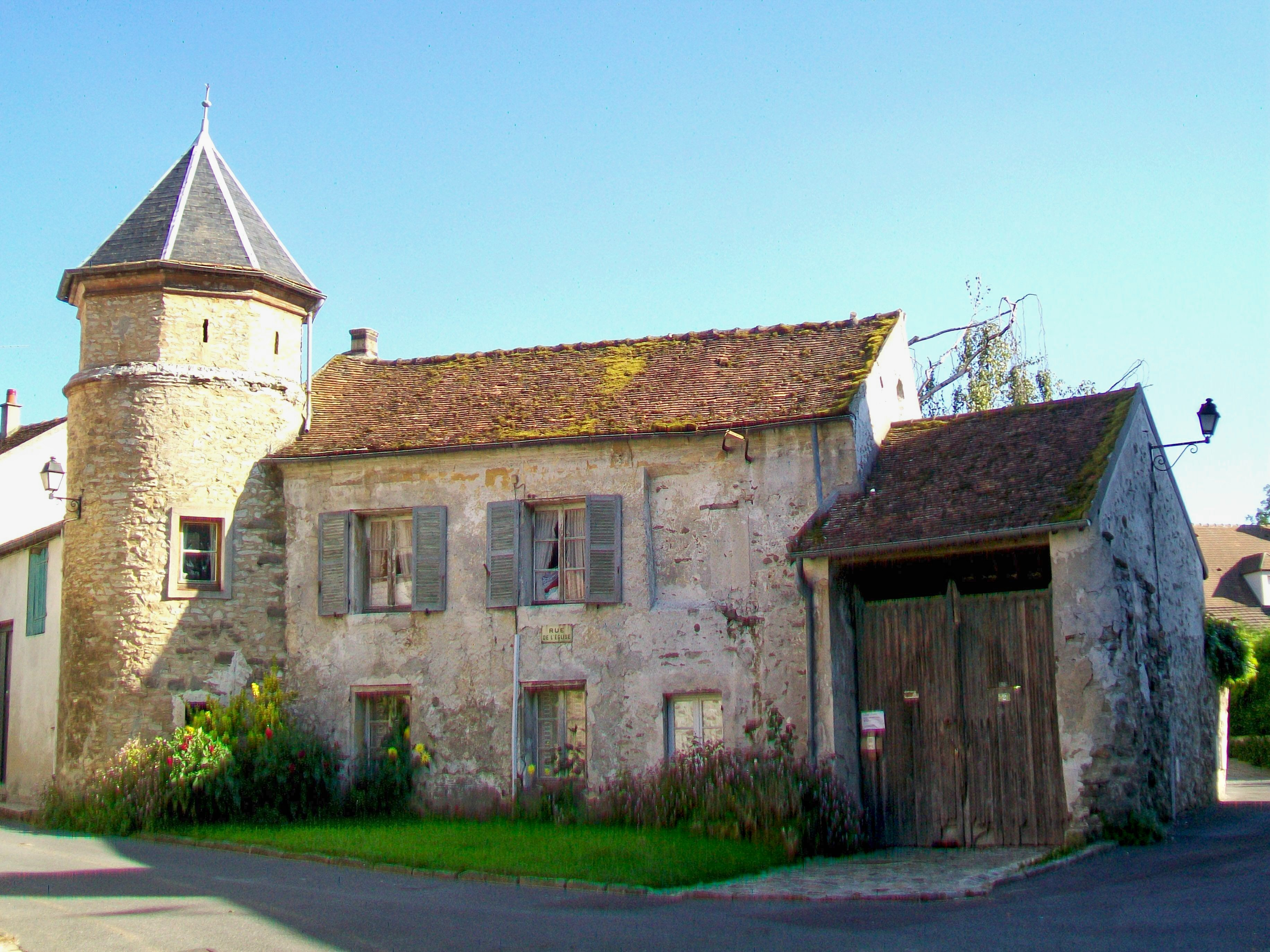
Maison à tourelle d'angle à côté de l'église.
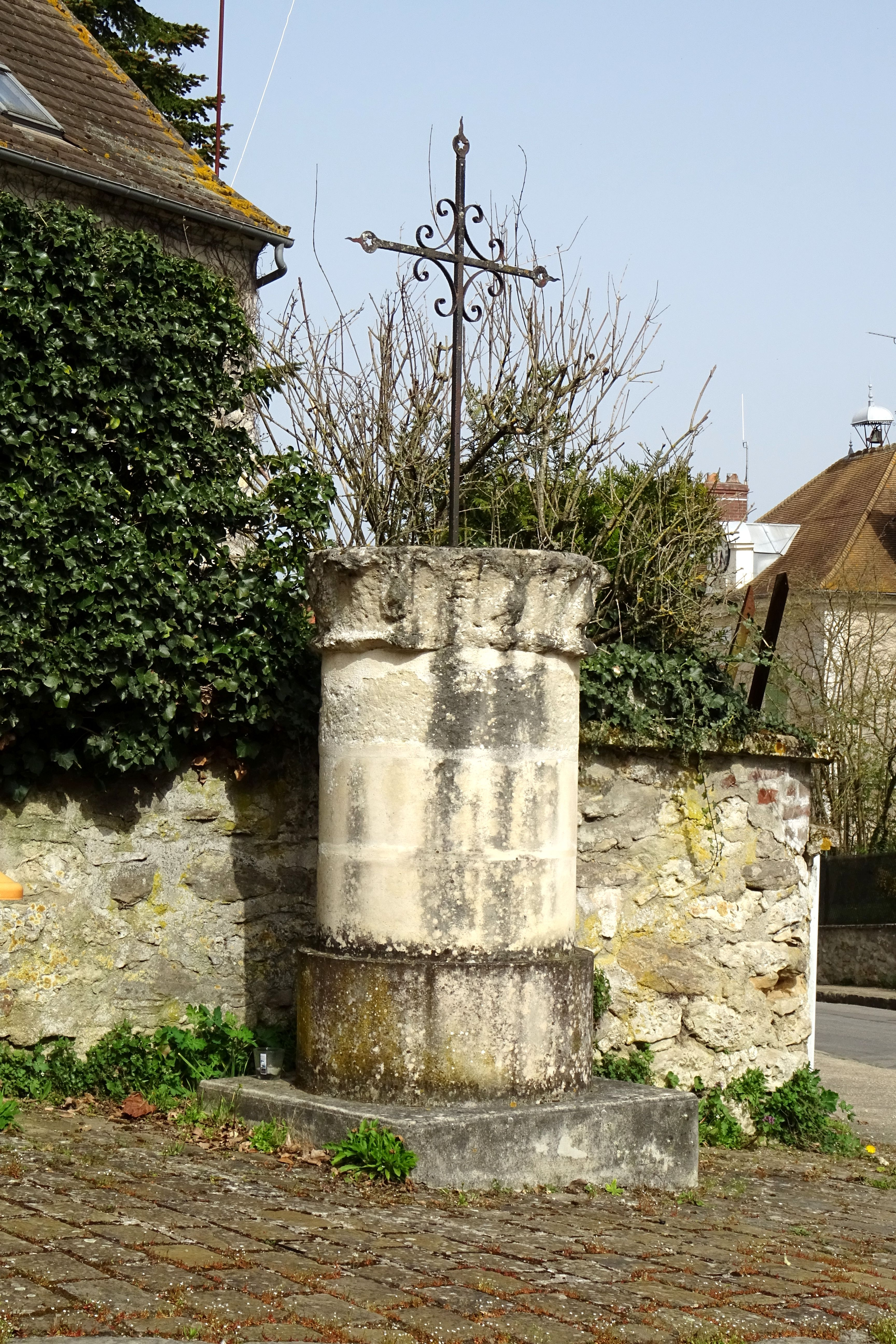
Le calvaire, qui comporte un chapiteau gothique.
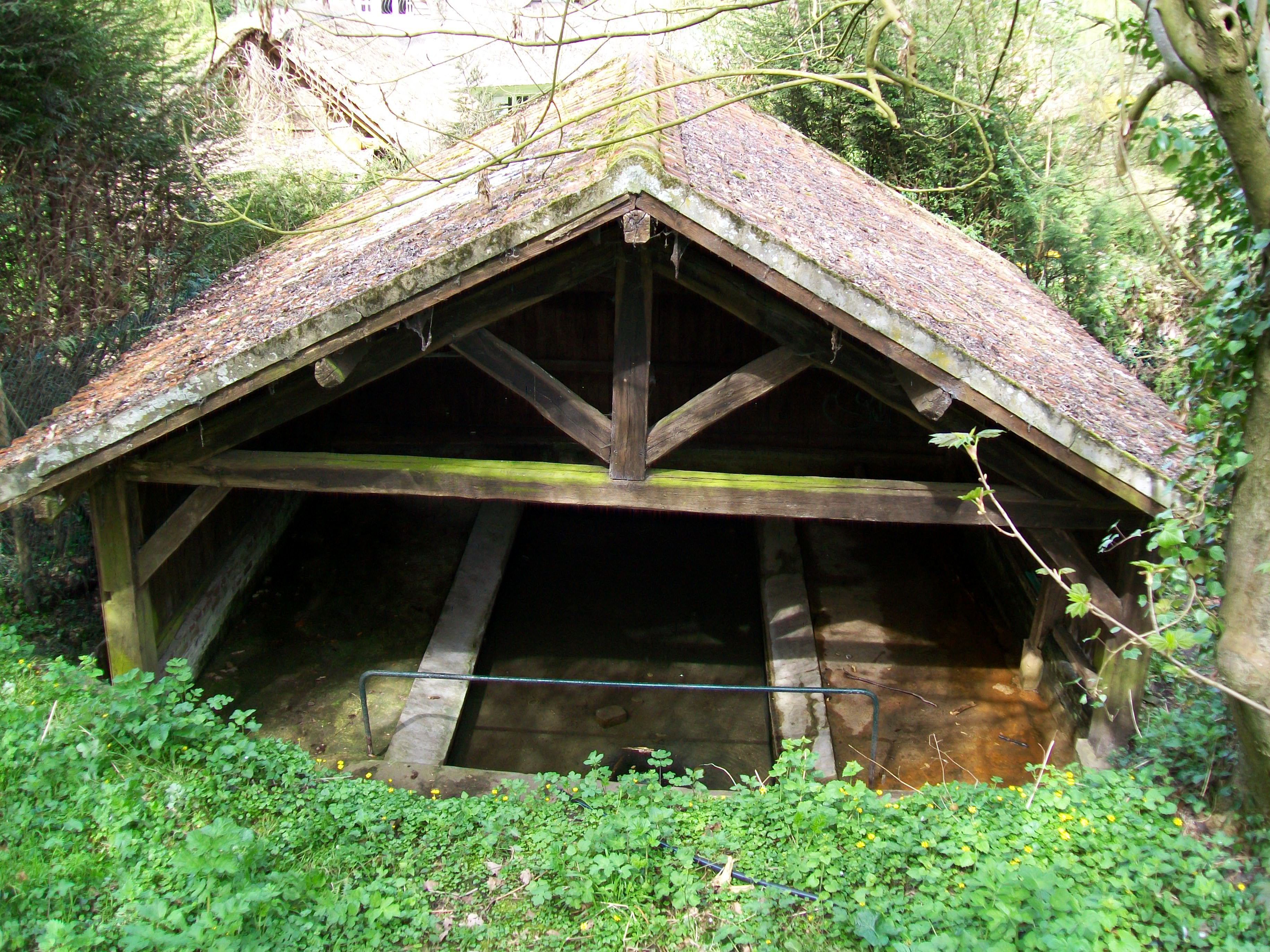
Le lavoir, situé dans un bois au nord du village, alimenté par une source.
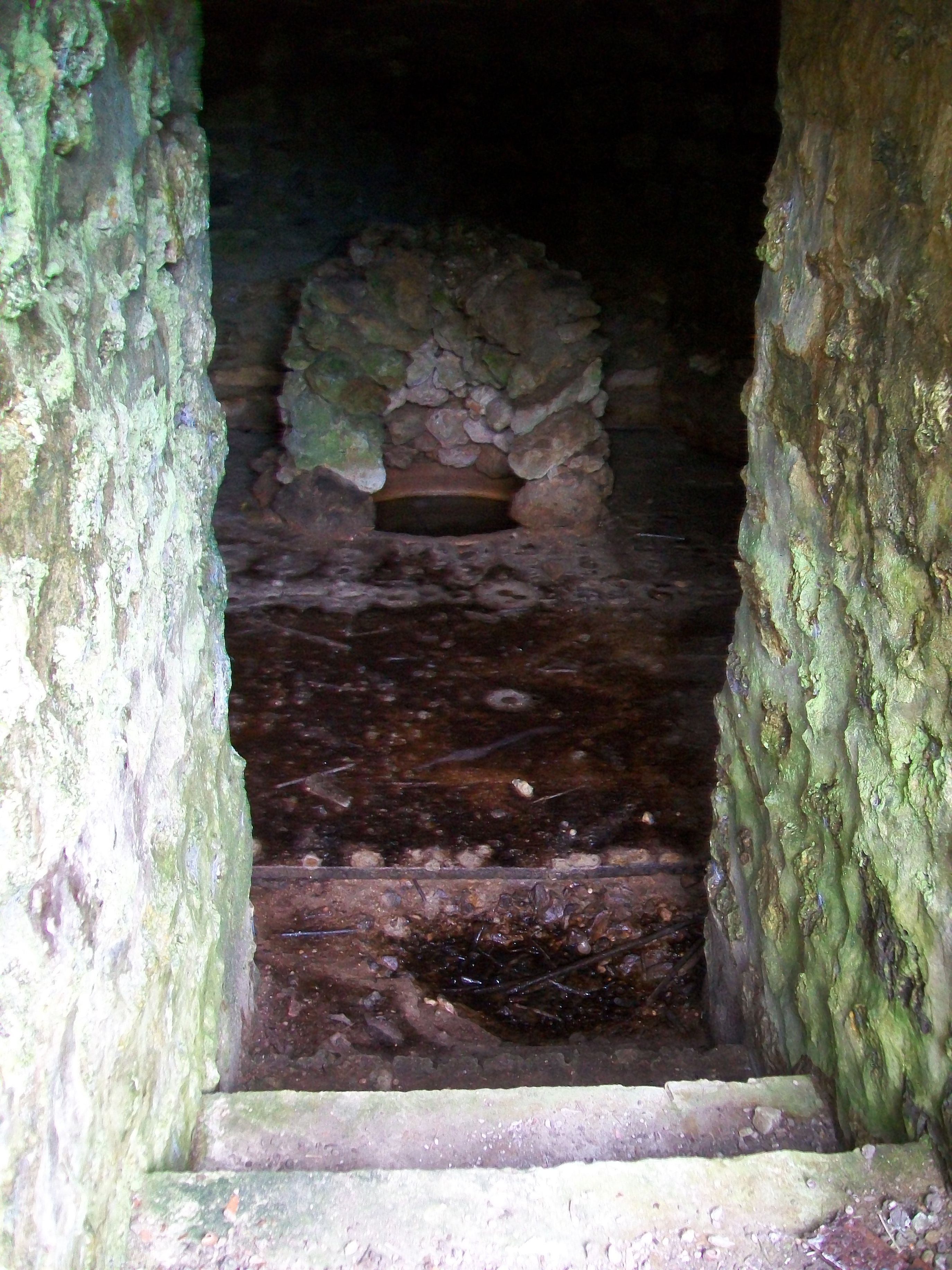
Fontaine au Coq.
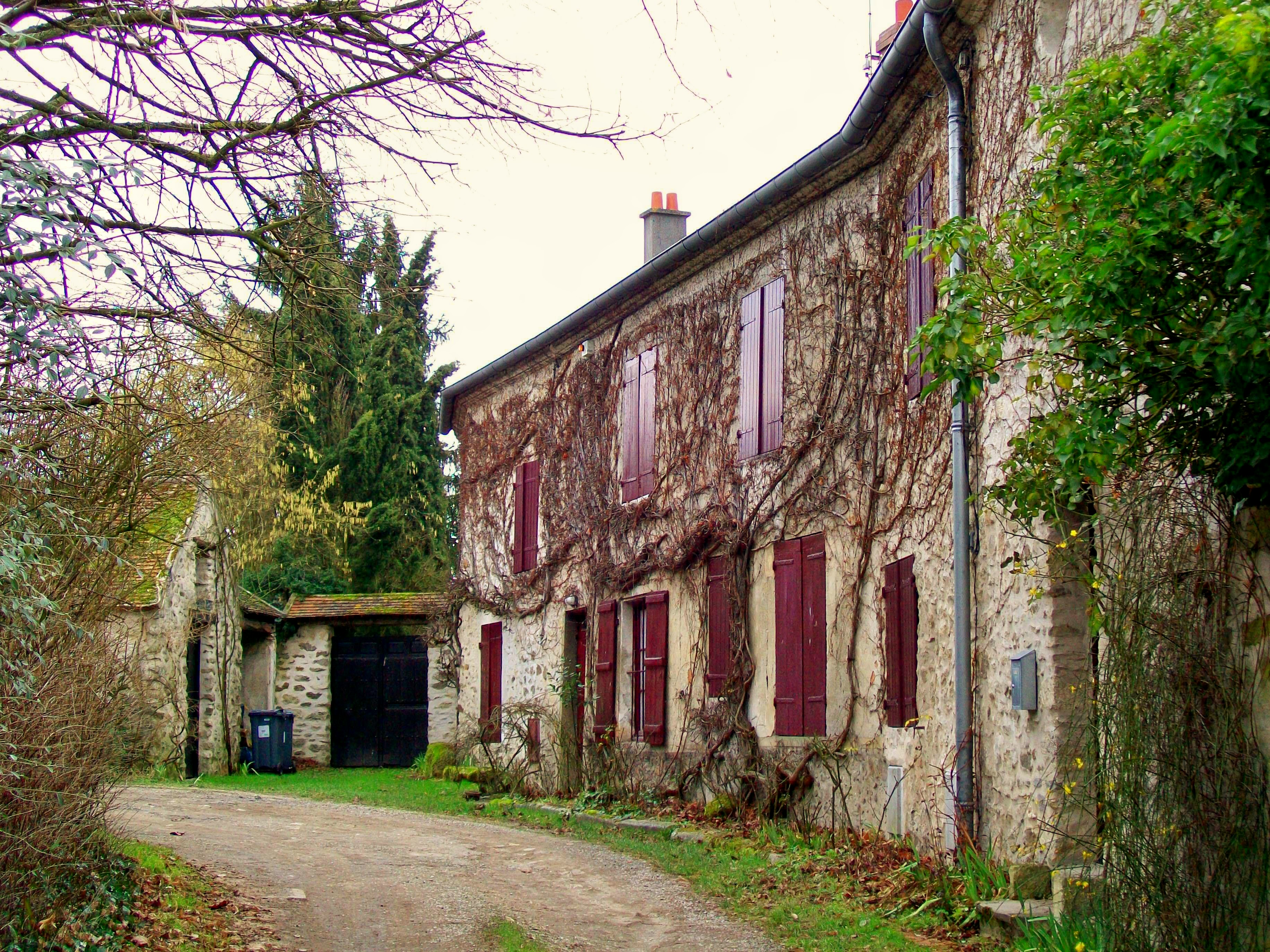
La cour du Brésil.